# .44 Magnum
La .44 Magnum è una cartuccia per arma corta prodotta da Smith & Wesson negli U.S.A. a partire dal 1955.
Realizzata con il contributo di Elmer Keith, è stata considerata per molto tempo la più potente cartuccia realizzata per arma corta.

## Caratteristiche
Deriva dalla calibro ".44 Special" per allungamento del bossolo ad una lunghezza di 32,64 mm. Inizialmente la pallottola aveva un peso di 250 grani che fu poi ridotto a 240 (circa 15,6 grammi).
Per la cartuccia .44 Magnum fu creato il revolver “Smith & Wesson 29” chiamato anche "revolver dalle cinque viti", o "S&W modello .44 Magnum".

## La fama
Ha avuto molto successo specialmente negli Stati Uniti d'America dove sono molto apprezzati i grossi calibri (in America del Nord con queste cartucce è permessa anche la caccia con il revolver). In Europa il successo è stato minore, poiché, essendo permessa la caccia solo con l'arma lunga, si trova più conveniente usare munizioni di maggior potenza (per il cinghiale, per es., si preferisce la .30-06 Springfield). Per l'arma corta molti ritengono che la cartuccia in questione sia di una certa potenza e di non facile gestibilità, preferendole ad esempio la .357 Magnum, dotata anch'essa di buona potenza, ma più gestibile.
Il successo in America è dovuto anche, probabilmente, al cinema, dove le armi corte in questo calibro hanno avuto, in un certo senso, un ruolo da protagoniste in alcune pellicole, anche se i loro effetti devastanti sono in gran parte opera della fantasia dei registi, dell'abilità degli esperti di effetti speciali e della tendenza recente alle scene spettacolari. I più noti dei genere sono i film con protagonista Harry Callaghan (interpretato da Clint Eastwood) e il film cult Taxi Driver, diretto da Martin Scorsese con Robert De Niro.